# Trachylepis ivensii
Espèce
Synonymes
- Euprepes ivensii Bocage, 1879
- Mabuya ivensii (Bocage, 1879)

Trachylepis ivensii est une espèce de sauriens de la famille des Scincidae.

## Répartition
Cette espèce se rencontre en Angola, dans le nord-ouest de la Zambie et dans le sud de la République démocratique du Congo.

## Description
C'est un saurien ovovivipare.

## Étymologie
Cette espèce est nommée en l'honneur de Roberto Breakspeare Ivens (1850–1898) .

## Publication originale
- Bocage, 1879 : Reptiles et batraciens nouveaux d'Angola. Jornal de Sciências, Mathemáticas, Physicas e Naturaes, Lisbõa, vol. 7, p. 97-99 (texte intégral).